# Guillaume Pley
Guillaume Pley (Saint-Adresse, Sena Marítimo, 16 de julho de 1985) é um apresentador conhecido da rádio na Bélgica, Suíça e França, mas também apresentador de televisão em França.
No rádio, foi apresentador em antena livre sucessivamente para NRJ Bélgica, Fun Radio Bélgica e Goom Radio. Também apresentou entre 2011 e 2018 o programa Guillaume Radio, que alcançou grande sucesso, transformando-se em líder de audiências com uma fórmula radiofónica juvenil. O programa chegou a emitir-se de forma conjunta na França, Suíça, Bélgica e Andorra.
Quanto à televisão, Guillaume Pley esteve menos ativo. Apesar de tudo, em 2004 apresentou a versão francesa da Rising Star, regularmente para o canal de televisão M6, em companhia de Faustine Bollaert. No mesmo canal coapresentou Tout peut arriver com Jérôme Anthony. No que diz respeito a outros programas, apresentou o Top 50 para M6 e W9. Sem contar com as suas crônicas para Touche pas à mon poste ! na C8, propriedade de Canal +, onde, além disso, conseguiu apresentar o programa Le Repley de la semaine durante quase um ano.
É bastante conhecido em França pelos seus programas radiofónicos, entre outros, além da sua auto-promação através da plataforma de vídeos YouTube onde costuma publicar partidas, algumas consideradas de mau gosto, como por exemplo tentar filmar-se a procurar beijos nas ruas.

## Percurso profissional

### 2004 - 2005
Entre 2004 e 2005, Guillaume Pley criou um programa para Radio Clapas, em Montpellier. Paralelamente, continuou com a sua formação de apresentador de televisão e de rádio no Studio M na mesma cidade, tendo recebido também aulas de teatro. Além destas atividades, concedeu a sua voz para comerciais publicitários da emissora NRJ de Perpignan. Entre publicidade, estudos e creação de programas, a rádio Happy FM confiou-lhe o programa matinal Le Morning assim como Le Talk Show emitido à noite.

### 2007
Em 2007 Guillaume Pley transforma-se em apresentador de meteorologia para France 3 Montpellier.

### 2008 - 2010
Após este trabalho, decide partir da França para instalar-se em Bruxelas onde co-apresenta Les Grandes Gueules com Dan e Déborah na NRJ Bélgica, a radiofórmula musical juvenil mais ouvida em países francófonos, entre o mês de agosto ao mês setembro de 2008. Em paralelo, apresenta La Radio Libre, programa nocturno, sempre na NRJ Bélgica onde cria a sua própria canção, Le Rap d'Alphonse produzida pelo cantor Stromae, com Khalid, Lucile e Aymeric, até 2009.
É portanto possível de concluír que graças à NRJ saltou à fama mas, pronto, no mês de setembro de 2009, muda de empresa e procura trabalho na Fun Radio Bélgica, onde vai presentar a sua segunda temporada de Radio Libre, de domingo à quinta com Khalid, Lucile e Tim, "o webmaster". Quanto a esta emissora, vale a pena dizer que a sua incorporação a equipe teve grande repercussão, pois Fun Radio tinha então feito estreia na Bélgica. Fun Radio, efetivamente, constitui a competência direta da NRJ seja em termos de público como de radiofórmula. Aproveitando a su experiência anterior, resolve estrear o single Pa 2 Rezo com o pseudónimo de Von Silly Game. Esta paródia será acompanhada de outra mais, Alors on bande com o pseudónimo de Stromatiser.
Convem pôr em destaque a capacidade humorística de Guillaume e esto mesmo vê-se refletido na sua paródia Alors on bande'. Tratava-se de uma versão cómica do single que catapultou o cantor belga Stromae ao êxito internacional. Stromae transformou-se em número um em países como França, Alemanha, Bélgica, Suíça, Grécia, Itália ou Andorra, etc. Tanto que a radiofórmula catalã Ràdio Flaixbac tentou promovê-lo voluntariamente.

### 2011
O seu talenot para a comédia e para visibilizar-se levou-o uma vez mais à França onde passou a apresentar o programa Radio Libre com Coralie e Anas, este último tendo resolvido abandonar por vontade própria. A sua ida foi substituída por Julien, que virá junto de Guillaume conformar um dueto inseparável, conseguindo fazer brilhar proximamente as audiências da NRJ. Naquela altura, no entanto, Julien estreou-se como "Big fort" para rádios digitais de Goom Radio.
De 11 de julho a 19 de agosto de 2011, a NRJ France contrata-o, percebendo o seu claro potencial, permitindo-lhe de apresentar-se globalmente parente o público francófono, desde Bélgica até à Suíça. O seu novo programa, Guillaume Radio 2.0, é nocturno, juvenil e atrevido. Em pouco tempo as audiências disparam. De maneira diária a juventude francesa reúne-se para ouvi-lo. Mas, por motivos internos derivados do canal de rádio, Cauet substitui o programa a 15 de dezembro de 2011.

### 2012 - 2013
Embora esta partida, as propostas não esperam e, em quanto aposta por uma de elas, resolve apresentar com Léo Lanvin, Les Mecs pas très net do canal de televisão NRJ12, uma secção do conhecido talk-show de Jean-Marc Morandini: Vous êtes en direct.
É assim como calca por primeira vez um palco de televisão. Graças a isso, torna para NRJ, como a mesma equipe de produção e animadores que tornam a conferir êxito. Estamos então a falar de Julien, Aymeric e Jean-Marc Nichianian, entre outros. Na nova etapa, o canal de rádio oferece-lhe um programa nocturno até substituir novamente Cauet durante as férias do Natal de 2012.
Esta substituição dá frutos e durante o verão de 2013, Guillaume Pley substitui definitivamente o programa de Cauet, sempre com a mesma fórmula juvenil, fresca e humorística que tanto o caracteriza.

### 2014
O êxito do programa leva Guillaume a abrir um canal YouTube com vídeos que ele próprio edita a 100%, num formato curto de 15 a 30 minutos com os quais consegue fazer promoção a si próprio, ao seu programa e tornar-se também num youtuber mais. A rádio, proprietária do canal de televisão NRJ12, oferece-lhe na mesma altura apresentar o programa Ce soir on part en vacances. Passado pouco tempo depois abre outro caminho co-apresentando nos canais de televisão M6 e W9 o programa musical Top 50, especial Les 30 ans du Top 50, gravado no Palácio dos Desportos de Paris junto a Jérôme Anthony, Karine Le Marchand, Stéphane Rotenberg, Cristina Cordula, Alex Goude, Valérie Damidot, Faustine Bollaert, Lousie Ekland e Mac Lesggy. O êxito que obtém faz com que o canal lhe proponha outro programa musical, Les tubes qui font danser !. Já no mês de setembro de 2014, co-apresenta com Fustine Bollaert o programa de tele-realidade musical Rising Star, uma versão melhorada de The Voice, que chega à Europa graças ao canal de televisão francês M6 e que se expande em Portugal ou Alemanha.

### 2015
M6 propôs-lhe em 2015 apresentar com Jérôme Anthony o programa de entretenimento Tout peut arriver. As audiências, não entanto, não são suficientes e o programa muda de canal, W9, para ficar finalmente desprogramado. No entanto, na NRJ12 Guillaume apresenta igualmente o programa de serão Ce soir on part en vacances.

### 2016
Em 2016 Guillaume presta a sua voz ao mamute Julian para o filme de animação Ice Age: Collision Course.. A partir de setembro de 2016, colabora no programa de êxito da C8, proprietária de Canal +, Touche pas à mon poste !, um programa para entreter-se e divertir-se que caracteriza-se pelo breffing da atualidade televisiva. No programa será o responsável da secção Le Top Loose com imagens delirantes procedentes da Internet e de televisões extranjeiras. Na seguinte secção, Le Repley, Guillaume acabará por fazer de ela todo um programa. A todo isto, inclui-se posteriormente On n'as pas que des fanzouzes, Guillaume pley, La folie de Guillaume Pleu. É então quando Canal + concede-lhe um programa próprio na CStar às sexta feiras à noite: Le Repley, onde colaboram os seus companheiros mais conhecidos da rádio, além de cineastas, humoristas, cantores, etc. Pode-se nomear, por exemplo, a Camille Cert e Clio Pajczer.

### 2017
Devido à pouca audiência, característica do canal, Le Repley desprograma-se mas, em troca, NRJ concede mais tempo para o seu programa de rádio, Guillaume Radio 2.0, substituindo outra vez os horários de Cauet e, sobretudo, com emissões na Suíça, Bélgica, França e Andorra.

### 2018
Para o mês de abril de 2018 NRJ desprograma o seu show e acaba definitivamente com o programa após quase sete anos de estreita colaboração com a radiofórmula francesa. Logo na manha a seguir, o programa é sustituído por uma versão mais ou menos renovada com Aymeric Bonney, conhecido pela sau participação na Casa dos Segredos francesa.

## Livros
- Toi t'es tellement con, Livre de Poche, 2015
- Toi t'es tellement con, le collector, Livre de Poche, 2015

## Escândalos
A abertura do seu canal no YouTube foi polémica devido às partidas que publicava, por exemplo, tentar filmar-se com desconhecidos na rua, procurando conseguir beijos. Por outra parte, a imprensa cor de rosa costuma publicar notícias que encontra da sua relação pessoal com a sua parceira.

### Críticas feministas
A 16 de outubro de 2013, especialmente quando publica o vídeo Comment embrasser une inconnue en 10 secondes !, estala o escândalo. Efetivamente o vídeo mostra como el polifacético apresentador, resolve passear pela rua com a finalidade de beijar raparigas quase sem consentimento, conseguindo assim um vídeo de broma cómica. Mas, no entanto, o vídeo suscita certa indignação, sobretudo na revista feminina MadmoiZelle, com que quis considerar o vídeo como uma amostra sexualizada e a sua própria banalização, de forma que veiculava, do seu ponto de vista, uma imagem degradante para a mulher. Segundo a revista, "Guillaume pley" é um "agressor com milhões reproduções".. · 
Por isso mesmo teve de dar explicações e desaconselhar a broma aos seus seguidores. As suas desculpas quiseram ver-se como incoerentes por ele próprio ter afirmado que a partida não era provavelmente a melhor, mas resolveu fazê-la igualmente. Com tudo, não deixa de ser relevante o facto que outros vídeos com mulheres a tentar beijar rapazes na rua sem consentimento, não receberam nenhuma crítica. · 

### Partidas telefonadas
A 3 de outubre de 2016, o seu antigo programa Guillaume Radio 2.0 vê-se sacudido pelo Conselho do Audiovisual francês devido à secção "Jeux des pervers" onde o apresentador e colaboradores ligam a vários homens amateurs de sexo sem saberem que estão em direto para assim ter com eles conversas eróticas, fazendo-se passar, por exemplo, por mulheres. O Conselho do Audiovisual achou a secção vulgar e proibida pela Lei sendo que conteúdos sexuais só são permitidos após as 22h.